# ヴィルヘルム・ルネ・ド・ロム・ド・クービエール
ヴィルヘルム（ギョーム）・ルネ・ド・ロム・セニュール・ド・クービエール（Guillaume René de l’Homme, Seigneur de Courbière、1733年2月25日、マーストリヒト - 1811年7月23日、グラウデンツ、プロイセン王国）は、プロイセン王国の元帥で、西プロイセンの総督を務めた。
出身はフランスである。1807年、グラウデンツの防衛およびその時の名言、"il existe encore un Roi de Graudenz（まだグラウデンツの王は居る！）"で名を馳せた。

## 生涯

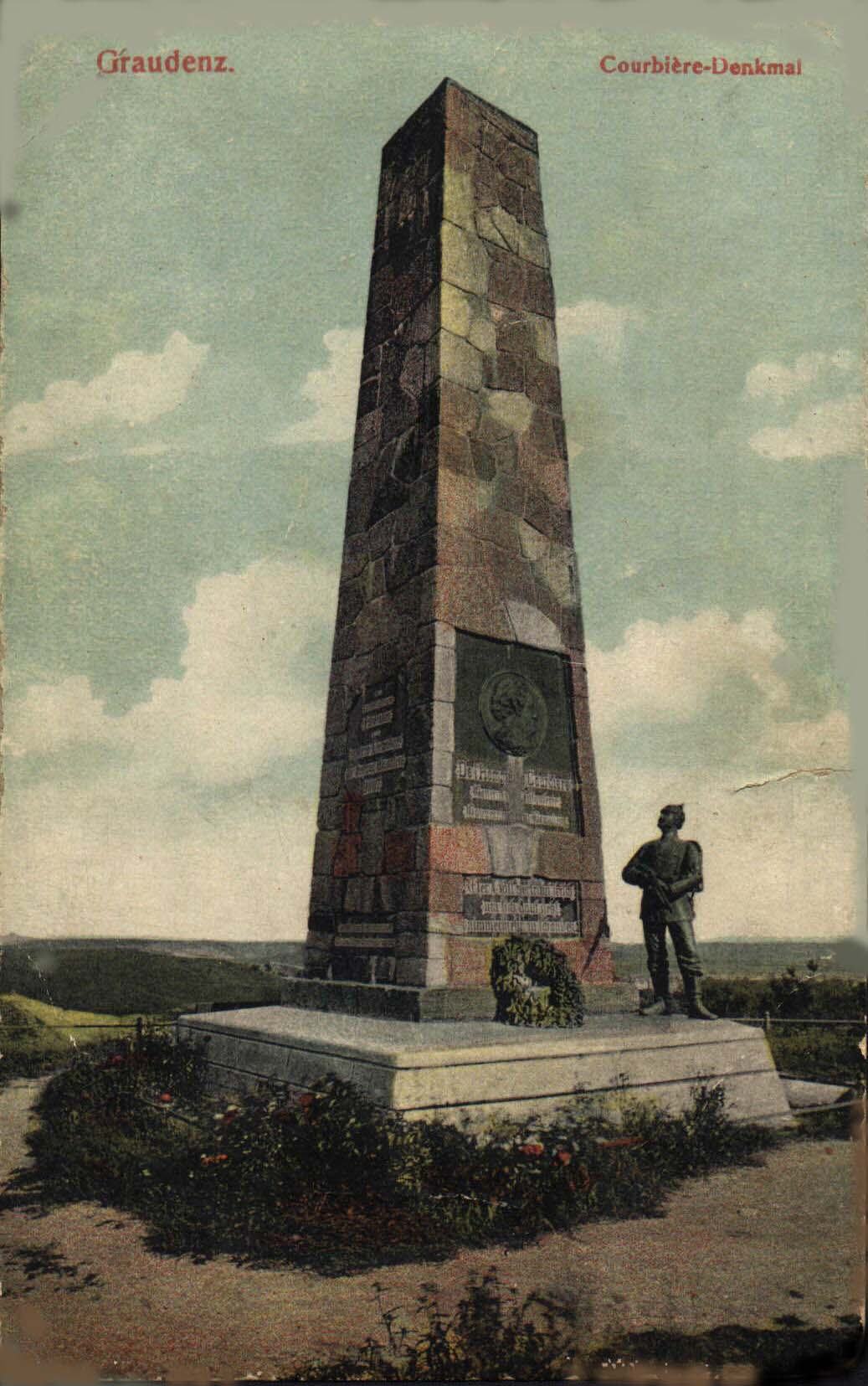
1900年頃、グラウデンツにあったクービエールの記念碑。要塞の所有権がポーランド軍に移った1920年に撤去されている。

ギョーム・ド・クービエールはナントの勅令の廃止（1685年）で、プロテスタントとしての信仰ゆえにフランスを離れた、ドーフィネ地方のユグノーである貴族の家に生まれた。彼の父は少佐として、ネーデルラントに仕えていた。
早くも1747年、ギョーム・ドゥ・クービエールはオーストリア継承戦争中、フランス軍の進攻を受けたベルヘン・オプ・ゾームにある要塞の防衛戦において、軍人として最初の経験を積む。1756年、七年戦争が勃発すると彼は工兵大尉としてフリードリヒ大王に仕官する。王は彼に、マイア (de:Johann von Mayr) 大佐指揮下の義勇大隊 (de:Freibataillon) から、
1個中隊の指揮を託した。1758年、シュヴァイトニッツ (Świdnica) の攻囲戦で功を立てると、王は25歳になったばかりのこの若者を、同年10月25日に少佐へ昇進させ、「コリニョン義勇大隊」（かつての「マイア義勇大隊」）の指揮を託した。そして同部隊を率い、サルティコフ (Pyotr Saltykov) 元帥指揮下のロシア軍 (Imperial Russian Army) からヘアンシュタット (Wąsosz) を守り、改めて功を上げて中佐に抜擢され、同大隊の隊長に任じられた（コリニョン大佐は他の大隊を託されている）。1760年、ドレスデンの攻囲戦の後、彼はプール・ル・メリット勲章を金貨100枚の賞金とともに授与された。そしてリーグニッツやトルガウの他、様々な戦いで戦功を立てる。
戦争が終わると、クービエールの義勇大隊はプロイセン軍 (Prussian Army) における同種の部隊の中で唯一、解隊されずに残った。彼自身は1763年、エムデンの司令官に任じられ、同地で結婚している。ここでクービエールは、脱走の罪で拘留されていた小説家ヨハン・ゴットフリート・ゾイメ (Johann Gottfried Seume) を牢から解放すると、子供たちの家庭教師として迎え、｢思いやりのある上司｣として彼に接した。なお1771年、大佐に任じられるとフュズィリーア部隊の創設に関わり、1780年のうちに少将から中将まで昇進している。そしてフランス帝国に対する対仏大同盟戦争の間、彼はプロイセン近衛部隊を指揮して1792年にヴェルダンを占領し、1793年にピルマゼンスの戦い (de:Schlacht bei Pirmasens) で勝利を収めると、1794年には1個軍団の指揮を託された。続いて1797年、歩兵大将に昇進するとグラウデンツの総督に任じられる。
クービエールは時代にそぐわなくなり、構成員も高齢化したプロイセン将校団 (de:Offizierskorps) の中にあってその典型例となったが、第四次対仏大同盟戦争（1806年 - 1807年）におけるイエナ・アウエルシュテットの戦い（1806年10月14日）の敗北後、プロイセン王国が崩壊する中でこの74歳の老将が示した姿勢は、数少ない名誉ある例外となった。プロイセン側の要塞のほとんどが、ほぼ抵抗もせずフランス側に降った一方で、彼は1807年1月22日から12月12日までグラウデンツを包囲したナポレオンの軍勢から町を守り抜いたのである。頼りない戦力と困難な兵站状況の中で町を保持した勇気のみならず、彼はその機転によっても名を馳せた。また満足にドイツ語を話すことができなかったにもかかわらず、包囲軍からのたび重なる降伏勧告に「口汚くドイツ語で」答えてみせた。講和条約の締結後になってようやく、クービエールはフランス側とフランス語で書簡を交わしたのであった。
ナポレオンの副官サヴァリ (Anne Jean Marie René Savary) 将軍は、3度にわたる会談の要請をクービエールが拒否した時、こう書き残している。
「私には、旧主を正統と認めるがゆえに抵抗も空しく、残酷な条件の下で服従を強いられたカタロニアの指揮官たちと同様に、貴官を遇する権利があるはずである。貴官が仕えている、と主張する主君（フリードリヒ・ヴィルヘルム3世）はその諸州を我々に任せることで、全権を我々に託したのだ。」
クービエールは、自身の置かれている立場を軍使のアイメ中佐から読み聞かせられると、こう応じた。
„Votre Général me dit ici qu'il n'ya plus un Roi de Prusse, puis que les Français ont occupé ses états. Eh bien, ça se peut; mais s'il n'ya plus un Roi de Prusse, il existe encore un Roi de Graudenz. Dites cela à votre général.“
（日本語訳）
「貴官の将軍はここに、『もはやプロイセンの王は居ない。フランス軍がその領土を占領したからだ』と告げた。よろしい。そうだとしよう。しかし、もうプロイセンの王は居ないと言えども、まだグラウデンツの王は居る。そのように貴官の将軍に伝えよ。」
なお、勤務日誌によれば「総督はこの書簡に、砲火と銃火をもって答えた」という。
クービエールはティルズィットの和約が締結されるまで、グラウデンツを保持することに成功する。そして1807年7月21日、元帥に昇進し西プロイセン総督の地位を賜ると、1811年7月25日に没し、要塞の敷地に埋葬されるまでグラウデンツに留まった。彼は生涯で、プロイセン王国の勲章を全て賜っている。
ドゥ・ロム・ドゥ・クービエールにちなんでベルリンのシェーネベルク区 (Schöneberg) とエムデンには「クービエール通り（Courbièrestraße）」があり、ベルリンのヴェディンク区（Berlin-Wedding）には1994年まで「クービエール広場（Courbièreplatz）」があった。グラウデンツの要塞も一時、彼の名を冠していた。

## 決闘
クービエールは禁令にもかかわらず、何度も争いに巻き込まれた。妻はそれ以上に、彼の怒りを抑え込めることができたと思われるが、エムデンに滞在していた時代から二つの決闘が今日まで伝わっている。うち一件はズュースミルヒ少佐が相手であった。同少佐は懲罰としてエムデンに配され、その上官たるクービエールの肩に重傷を負わせると、隣国ネーデルラントへ逃亡した。2度目の相手は、退役したネーデルラントの大佐だった。すでに長いことくすぶっていた争いは、市の北門の前における決闘に終わる（ちなみに城壁の上から、多くの観衆が推移を見守っていた）。結局、この決闘によってクービエールは顔に、激しい出血を伴う傷を負っている。

## 家族
クービエールはエムデンで1766年、レーアオルト (de:Leerort) の司令官ヨハン・カスパー・ユリウス・フォン・ヴァイスの娘ゾフィー・フォン・ヴァイス（1741年 - 1809年）と結婚した。夫婦は9人の子供をもうけ、その子孫は現在まで存続している。

## 文献
- Ernst Graf zur Lippe-Weißenfeld (1876). "Courbière, Guillaume René de l'Homme, Seigneur de". Allgemeine Deutsche Biographie (ドイツ語). Vol. 4. Leipzig: Duncker & Humblot. pp. 534–535.
- Leopold Zedlitz: Neues preussisches Adels-Lexicon, Band I., S.377f, Digitalisat